# Antonio Ciliberti
Antonio Ciliberti (ur. 31 stycznia 1935 w San Lorenzo del Vallo, zm. 1 kwietnia 2017 w Rzymie) – włoski duchowny katolicki, arcybiskup Catanzaro-Squillace w latach 2003-2011.

## Życiorys
Święcenia kapłańskie otrzymał 12 lipca 1959. Inkardynowany do archidiecezji Rossano-Cariati, pracował początkowo jako duszpasterz parafialny, a następnie rozpoczął pracę w diecezjalnej kurii (gdzie był dyrektorem wydziału katechetycznego) oraz w seminarium duchownym. Był także wykładowcą na wydziale filozoficznym miejscowego Instytutu Nauk Religijnych.
7 grudnia 1988 papież Jan Paweł II mianował go biskupem diecezjalnym Locri-Gerace-Santa Maria di Polsi. 28 stycznia 1989 z rąk arcybiskupa Serafina Sprovieriego przyjął sakrę biskupią. 6 maja 1993 otrzymał godność arcybiskupią i został przeniesiony do archidiecezji Archidiecezja Matera-Irsina. 31 stycznia 2003 podjął posługę w archidiecezji Catanzaro-Squillace. 25 marca 2011 ze względu na wiek na ręce papieża Benedykta XVI złożył rezygnację z zajmowanej funkcji.
Zmarł 1 kwietnia 2017 w rzymskiej Poliklinice Gemelli.